# 王世臣 (明朝)
王世臣（？—？年），山东兖州府平度州昌邑縣人，匠籍。明朝政治人物。

## 生平
正德八年（1513年）癸酉科山东乡试舉人，九年（1514年）联捷甲戌科三甲第三十七名進士，授如皋县知县，卒于官。